# Pieta (telenovela)
Pieta é uma telenovela filipina produzida e exibida pela ABS-CBN, cuja transmissão ocorreu em 2008.

## Elenco
- Cherie Gil - Amanda Tupaz
- Ryan Agoncillo - Rigor Tupaz
- Nikki Gil - Guia V. Angeles
- Krista Ranillo - Martha